# Jesús Rosendo

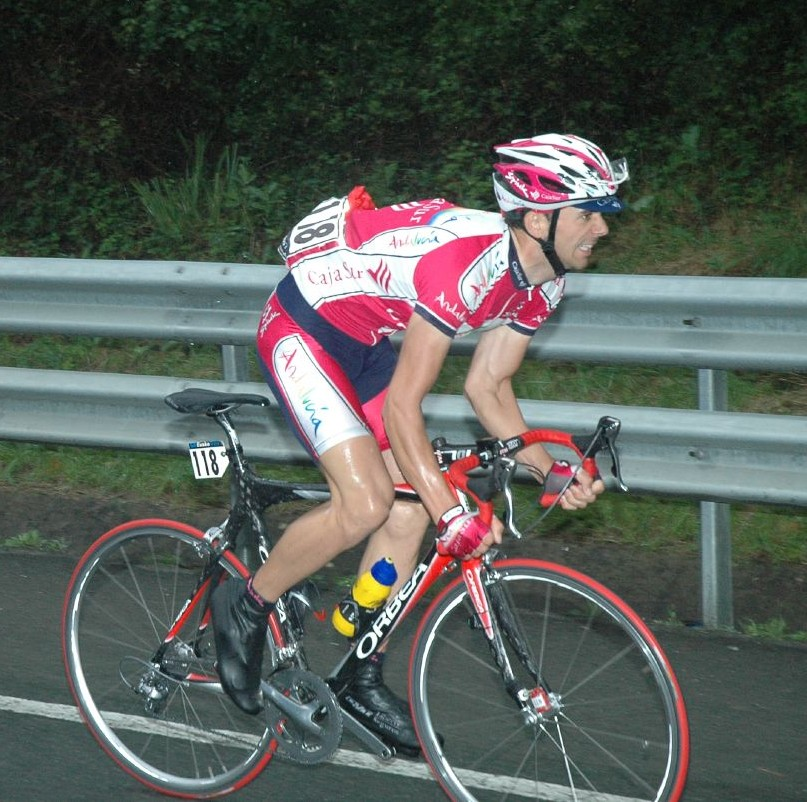
Jesus Rosendo

Jesús Rosendo Prado (* 16. März 1982) ist ein ehemaliger spanischer Radrennfahrer.
Jesús Rosendo konnte 2004 eine Etappe bei der Volta a Tarragona für sich entscheiden. Zwei Jahre später wurde er jeweils Zweiter einer Etappe bei der Vuelta a Viscaya (bask. = Bizkaiko Bira) und der Vuelta a Salamanca. Seit 2007 fährt Rosendo für das spanische Professional Continental Team Andalucia-Cajasur. Bei der Mallorca Challenge 2007 belegte er den dritten Platz in der Meta Volantes-Wertung.
Bei der Vuelta a Tarragona wurde Rosendo positiv auf Betamethason getestet und erhielt eine Geldstrafe von 601 Euro. Anfang Mai 2010 wurde Rosendo wegen auffälliger Blutwerte vom Weltradsportverband Union Cycliste Internationale (UCI) suspendiert und ein Disziplinarverfahren gegen ihn eingeleitet. Im Oktober 2010 wurde er wegen fehlender Indizien vom spanischen Radsportverband vom Dopingvorwurf freigesprochen.
Seit 2014 ist er Sportlicher Leiter bei OFM-Quinta da Lixa.

## Erfolge
2004
- eine Etappe Volta Ciclista Provincia Tarragona

2011
- eine Etappe Rutas de América

## Teams
- 2007–2010 Andalucía-Cajasur
- 2011 Andalucía Caja Granada
- 2012 Andalucía
- 2013 De Ciclismo Mas Que Bici (bis 27.06.)
- 2013 OFM-Quinta da Lixa (ab 28.06.)